# 13 våningar upp
13 våningar upp är ett studioalbum av den svenska musikgruppen Wilmer X. Skivan är producerad av Chips Kiesbye och släpptes år 2005 på Amigo Musik.

## Låtlista
| Nr           | Titel                    | Längd |
| ------------ | ------------------------ | ----- |
| 1.           | Blind mans bluff         | 3:15  |
| 2.           | Fem ett fem              | 2:49  |
| 3.           | Han måste ut ur mitt liv | 3:20  |
| 4.           | Dämma upp alla floder    | 3:49  |
| 5.           | Stackars Valentin        | 3:19  |
| 6.           | 15-12-10½                | 2:54  |
| 7.           | God god lust             | 2:54  |
| 8.           | Öga mot öga              | 3:16  |
| 9.           | Tror du udda är jämnt    | 2:49  |
| 10.          | Tuff puck att svälja     | 4:02  |
| 11.          | Tar tillbaka mitt namn   | 4:02  |
| 12.          | A till B                 | 2:41  |
| 13.          | Bara muskelminnet kvar   | 3:15  |
| Total längd: | Total längd:             | 42:27 |